# Porte del Pasubio
Le Porte del Pasubio (1.928 m) sono una piccola sella nel massiccio del Pasubio, nelle Prealpi vicentine, situata fra il corpo principale del massiccio e il contiguo Monte Forni Alti. A sud delle Porte si apre la profonda ed erta Val Canale nella quale nasce il torrente Leogra, che dà il nome alla sottostante Val Leogra.

## Descrizione
Ebbero grande importanza storica nella prima guerra mondiale, durante la quale furono il punto nevralgico per l'Esercito italiano sul massiccio del Pasubio. Dopo la Strafexpedition, nella quale l'esercito austro-ungarico rischiò lo sfondamento che avrebbe permesso la discesa alla pianura, funsero da punto di ricovero e smistamento nelle immediate retrovie della prima linea.
Appena dietro le Porte infatti sorse una distesa di baracche e ricoveri che arrivò ad ospitare un migliaio di persone e perciò detta el Milanìn: arroccata sull'impervio versante meridionale, era infatti riparata dal tiro delle artiglierie nemiche. Inoltre fungeva da punto obbligato di passaggio per le truppe provenienti dal piano, sia per quelle che salivano dalla Val Canale (via più breve al massiccio, ma senz'altro più scomoda delle altre), sia dalla strada degli Scarubbi che qui termina, sia, dagli ultimi mesi del 1917, dalla strada delle 52 gallerie, che pure qui finisce.
Oggi appena dietro le Porte sorge il rifugio Achille Papa, ricavato dalle principali costruzioni de "el Milanin" appena dopo la guerra; sul vicino crinale è stato in seguito eretto il Bivacco Marzotto-Sacchi. Dall'altra parte delle Porte si apre invece la conca prativa dell'Alpe Pasubio con la relativa Malga Pasubio di Sopra.
La zona è molto frequentata durante il periodo estivo dagli escursionisti, per la relativa facilità d'accesso.